# ニュールーマニア ポロリ青春
『ニュールーマニア ポロリ青春』は、2003年3月20日にセガから発売されたPlayStation 2用ゲーム。

## 概要
『ROOMMANIA＃203』の続編。前作に引き続きプレイヤーは部屋に住み着いた神様となり、部屋の住人の行動に微妙に干渉することで人生に介入していく人生介入型アドベンチャーゲーム。
前作での主人公が1人だったのに対し、今作は男性・女性の主人公がそれぞれ一人ずつ存在する。
前作までの内容はほとんど本作には関連していないが、主人公であるネジが大学生から社会人になっていたりと、時間的には前作から3年が経過している。
全7本のシナリオ+チュートリアルで構成されている。
- ネジ兄さんといっしょ（ネジ）[1]
- サイレンスハート（ネジ）[1]
- CMガール（カカト）
- 誰かいる!?（ネジ）
- 古本屋の息子にフォーリンラブ（カカト）
- 1／永遠（ネジ）[3]
- 北天ブラザーズ（ネジ&カカト）

2015年7月17日、『ポロリ青春名曲アルバム ～ニュールーマニアポロリ青春オリジナルサウンドトラック～』のデジタル楽曲配信を開始した（全31曲）

## 登場キャラクター

### 主な登場キャラクター
ネジ タイヘイ
声、モーションアクター：清水聖
マンションの一室に住む、練り物会社につとめる会社員。本作に2人存在する主人公の1人。前作では大学生として登場したが、今作では既に就職して社会人となっている。
仕事は比較的順調らしく、小金を貯める余裕ができたため引っ越しをした。そのため前に住んでいた物件よりも少し部屋が広く、豪華になっている。
コイズミ カカト
声：根本沙穂里、モーションアクター：西口有香
ネジの上の部屋に住む女子大生。キーボード演奏が趣味で、漫画家・メッシュ浜松のファン。ネジと同じく、プレイヤーが生活を覗ける主人公の1人。
タカハシ ヒデヒロ
大学時代からのネジの親友。ニュールーマニアではパソコンデスク付近の壁にネジとのツーショット写真が貼ってある。彼とネジだけが、前作から引き続き登場する人間キャラクターである。

### シナリオ登場キャラクター
ソライ
ネジとコンビで"北天ブラザーズ"を結成していた。現在はソーセージ工場でアルバイトをしながら音楽を続けている。北天ブラザーズでネジは歌だけでなく、キーボードも担当していた模様。